# Nati nel 1832
| Questa pagina contiene informazioni ricavate automaticamente dalle voci biografiche con l'ausilio del template Bio e di un bot. L'aggiornamento è periodico e automatico e ricostruisce completamente la pagina. Se manca una persona in questa lista, sei pregato di non aggiungerla, ma accertati piuttosto che la sua voce biografica contenga il template Bio e che i dati anagrafici siano correttamente compilati. Se il template Bio manca, inseriscilo tu stesso o, in alternativa, metti l'avviso {{tmp\|Bio}} che ne segnala la mancanza. Se i dati riportati sono sbagliati, correggi direttamente la voce biografica; le modifiche saranno visibili in questa lista entro pochi giorni. Per chiarimenti vedi il progetto biografie. La lista contiene solo le 417 persone che sono citate nell'enciclopedia e per le quali è stato implementato correttamente il template Bio. Pagina aggiornata al 18 ago 2025. |

## Gennaio(26)
- 1º gennaio - Luigia Mussini Piaggio, pittrice italiana († 1865)
- 3 gennaio - Claude Bufnoir, giurista francese († 1898)
- 6 gennaio - Gustave Doré, pittore e incisore francese († 1883)
- 6 gennaio - Ludovico Jacobini, cardinale italiano († 1887)
- 7 gennaio - William Turner, anatomista e antropologo inglese († 1916)
- 11 gennaio - Hugo von Hurter, teologo tedesco († 1914)
- 13 gennaio - Horatio Alger, scrittore statunitense († 1899)
- 13 gennaio - Zerah Colburn, ingegnere e giornalista statunitense († 1870)
- 15 gennaio - Raffaele Falcone, militare italiano († 1907)
- 15 gennaio - Carl Friedrich Schmidt, geologo, paleontologo e botanico estone († 1908)
- 16 gennaio - Ercole Belloli, imprenditore italiano († 1916)
- 20 gennaio - Giuseppe De Marinis, magistrato e politico italiano († 1911)
- 20 gennaio - Henry Heusken, diplomatico olandese († 1861)
- 22 gennaio - Bice Melzi d'Eril, nobile italiana († 1865)
- 23 gennaio - Édouard Manet, pittore francese († 1883)
- 24 gennaio - Agostino Ricci, politico e militare italiano († 1896)
- 25 gennaio - Ivan Ivanovič Šiškin, pittore russo († 1898)
- 25 gennaio - Vincenzo Zecca, scrittore, storico e archeologo italiano († 1916)
- 27 gennaio - Lewis Carroll, scrittore, poeta e fotografo britannico († 1898)
- 27 gennaio - Arthur Hughes, pittore e illustratore inglese († 1915)
- 27 gennaio - Reginald Stuart Poole, numismatico, archeologo e orientalista britannico († 1895)
- 28 gennaio - Franz Wüllner, compositore e direttore d'orchestra tedesco († 1902)
- 29 gennaio - Boston Corbett, militare statunitense († 1894)
- 29 gennaio - Tommaso Villa, avvocato e politico italiano († 1915)
- 30 gennaio - Aleksandr Silbernik, esperantista polacco († 1906)
- 30 gennaio - Luisa Ferdinanda di Borbone-Spagna, principessa spagnola († 1897)

## Febbraio(24)
- 6 febbraio - John Brown Gordon, militare e politico statunitense († 1904)
- 10 febbraio - Franz König, chirurgo tedesco († 1910)
- 11 febbraio - Luigi Suñer, commediografo italiano († 1909)
- 12 febbraio - Kolos Vaszary, cardinale e arcivescovo cattolico ungherese († 1915)
- 13 febbraio - Antonio Morano, editore italiano
- 14 febbraio - William Stimpson, biologo e zoologo statunitense († 1872)
- 15 febbraio - Nicola Gambetti, alchimista italiano († 1921)
- 16 febbraio - Francesco Biangardi, scultore italiano († 1911)
- 16 febbraio - Amos Ronchey, militare e politico italiano († 1896)
- 16 febbraio - Camille Armand de Polignac, nobile e militare francese († 1913)
- 17 febbraio - William Keay, calciatore, dirigente sportivo e arbitro di calcio scozzese († 1931)
- 18 febbraio - Octave Chanute, ingegnere e pioniere dell'aviazione francese († 1910)
- 19 febbraio - Karl Hopf, storico e medievista tedesco († 1873)
- 20 febbraio - Achille Longo, pianista e compositore italiano († 1919)
- 21 febbraio - Auguste Boullier, storico, letterato e politico francese († 1898)
- 24 febbraio - Gaetano Giorgio Gemmellaro, geologo, paleontologo e politico italiano († 1904)
- 24 febbraio - Juan Clemente Zenea, scrittore e patriota cubano († 1871)
- 25 febbraio - Karl Bartsch, filologo tedesco († 1888)
- 25 febbraio - Federico Gabelli, ingegnere e politico italiano († 1889)
- 26 febbraio - Thomas Anderson, botanico, medico e esploratore scozzese († 1870)
- 26 febbraio - John George Nicolay, scrittore e funzionario statunitense († 1901)
- 27 febbraio - Melanie von Metternich-Winneburg, nobildonna austriaca († 1919)
- 28 febbraio - François-Barthélemy-Marius Abel, pittore francese († 1870)
- 29 febbraio - Augusto Baccelli, politico italiano († 1906)

## Marzo(41)
- 1º marzo - Friedrich Grützmacher, violoncellista tedesco († 1903)
- 2 marzo - Isidor Neumann, dermatologo austriaco († 1906)
- 2 marzo - Konstantin Vojnović, politico serbo († 1903)
- 3 marzo - Giuseppe Basini, politico italiano († 1894)
- 3 marzo - Luigi Macchi, cardinale italiano († 1907)
- 5 marzo - Isaac Israel Hayes, esploratore statunitense († 1881)
- 5 marzo - Alfred Jaëll, pianista e compositore austriaco († 1882)
- 7 marzo - Giovanni Blandini, vescovo cattolico italiano († 1913)
- 7 marzo - Peter Marinus Thomsen, fotografo norvegese († 1871)
- 9 marzo - Angelo Baldassarri, patriota e militare italiano († 1864)
- 10 marzo - John Owen Dominis, nobile statunitense († 1891)
- 11 marzo - Heinrich Breitinger, storico della letteratura e filologo svizzero († 1882)
- 11 marzo - Mary Everest Boole, matematica e filosofa britannica († 1916)
- 12 marzo - Charles Boycott, funzionario inglese († 1897)
- 12 marzo - Antonio Devoto, imprenditore e banchiere italiano († 1916)
- 12 marzo - Jean Alfred Fournier, dermatologo e storico francese († 1914)
- 12 marzo - Charles Friedel, chimico francese († 1899)
- 12 marzo - Walter Grimshaw, compositore di scacchi britannico († 1890)
- 12 marzo - Adolf Lasson, filosofo tedesco († 1917)
- 12 marzo - Vittorio Salmini, poeta e drammaturgo italiano († 1881)
- 13 marzo - Olympe Audouard, scrittrice francese († 1890)
- 14 marzo - Miguel Martínez de Hoz, militare argentino († 1868)
- 14 marzo - Maharaja Ayilyam Thirunal, principe indiano († 1880)
- 15 marzo - Antonin Proust, giornalista e politico francese († 1905)
- 16 marzo - Jacopo Comin, politico italiano († 1896)
- 17 marzo - Walter Quintin Gresham, politico e statistico statunitense († 1895)
- 18 marzo - Jean Nicolas Théodore Galland, generale francese († 1885)
- 18 marzo - Adolfo Giuseppe di Schwarzenberg, nobile, politico e imprenditore boemo († 1914)
- 19 marzo - Ármin Vámbéry, storico, linguista e orientalista ungherese († 1913)
- 20 marzo - Orazio Dogliotti, generale e scrittore italiano († 1892)
- 22 marzo - Annibale Preca, filologo, linguista e scrittore maltese († 1901)
- 22 marzo - Michail Sergeevič Volkonskij, nobile e politico russo († 1909)
- 23 marzo - Ōki Takatō, statistico e politico giapponese († 1899)
- 25 marzo - August Breisky, ginecologo austriaco († 1889)
- 25 marzo - Marino Fattori, scrittore e politico sammarinese († 1896)
- 25 marzo - Nikolaus Rüdinger, anatomista tedesco († 1896)
- 26 marzo - Michel Bréal, glottologo francese († 1915)
- 26 marzo - Michele Iacobucci, politico italiano († 1891)
- 27 marzo - William Quiller Orchardson, pittore scozzese († 1910)
- 29 marzo - Theodor Gomperz, storico e filosofo austriaco († 1912)
- 30 marzo - Emilio Castelli, militare, diplomatico e politico italiano († 1919)

## Aprile(36)
- 1º aprile - William Prest, calciatore e crickettista britannico († 1885)
- 4 aprile - Werner Munzinger, esploratore e diplomatico svizzero († 1875)
- 4 aprile - Franz Joseph von Stein, arcivescovo cattolico tedesco († 1909)
- 5 aprile - Franklin Edson, politico statunitense († 1904)
- 5 aprile - Jules Ferry, politico francese († 1893)
- 5 aprile - Isabelle Hittorff, archeologa francese († 1889)
- 5 aprile - Giuseppe de Blasiis, storico e patriota italiano († 1914)
- 7 aprile - Giuseppe D'Alì, imprenditore e politico italiano († 1915)
- 7 aprile - Robert Kells, militare inglese († 1905)
- 7 aprile - Wilhelm Launhardt, economista e matematico tedesco († 1918)
- 8 aprile - Alfred von Waldersee, generale tedesco († 1904)
- 9 aprile - Giuseppe Bustelli, poeta e traduttore italiano († 1909)
- 9 aprile - Edgar Raoul-Duval, politico e magistrato francese († 1887)
- 10 aprile - Pietro Saporetti, pittore italiano († 1893)
- 12 aprile - Pietro Punzo, chimico, fisico e insegnante italiano († 1900)
- 13 aprile - Juan Montalvo, scrittore e saggista ecuadoriano († 1889)
- 13 aprile - James Wimshurst, inventore, ingegnere e armatore britannico († 1903)
- 14 aprile - Theodorus Marinus Roest, numismatico olandese († 1898)
- 15 aprile - Wilhelm Busch, umorista, pittore e poeta tedesco († 1908)
- 15 aprile - William Keppel, VII conte di Albemarle, nobile, ufficiale e politico inglese († 1894)
- 15 aprile - Herbert Vaughan, cardinale e arcivescovo cattolico britannico († 1903)
- 16 aprile - Henry Turton, compositore di scacchi britannico († 1881)
- 19 aprile - Paolo Bossi, politico italiano († 1886)
- 19 aprile - José Echegaray y Eizaguirre, matematico, drammaturgo e politico spagnolo († 1916)
- 19 aprile - Lucretia Garfield, first lady statunitense († 1918)
- 20 aprile - Władysław Skłodowski, scienziato, educatore e traduttore polacco († 1902)
- 20 aprile - William Thomas, poeta e presbitero gallese († 1878)
- 20 aprile - Ernst Viktor von Leyden, neurologo e medico tedesco († 1910)
- 21 aprile - Vincenzo De Filpo, politico italiano († 1900)
- 22 aprile - Antonio Santarelli, archeologo italiano († 1920)
- 24 aprile - René Edouard Claparède, zoologo svizzero († 1871)
- 25 aprile - Giulio Tarra, presbitero e educatore italiano († 1889)
- 28 aprile - Enrico Combi, architetto e ingegnere italiano († 1906)
- 28 aprile - Henry Vasnier, collezionista d'arte francese († 1907)
- 29 aprile - Isidoro Verga, cardinale e vescovo cattolico italiano († 1899)
- 29 aprile - Giovanni Battista Villa, scultore italiano († 1899)

## Maggio(26)
- 1º maggio - Philip Watkins McKinney, politico statunitense († 1899)
- 2 maggio - Santo Siorpaes, alpinista e militare italiano († 1900)
- 2 maggio - Francesco Zuccaro Floresta, imprenditore, militare e politico italiano
- 7 maggio - Heinrich Julius Holtzmann, teologo tedesco († 1910)
- 7 maggio - Andrea Malfatti, scultore italiano († 1917)
- 7 maggio - Carl Gottfried Neumann, matematico tedesco († 1925)
- 9 maggio - Jessie White, patriota, scrittrice e filantropa britannica († 1906)
- 10 maggio - William Russell Grace, politico, imprenditore e filantropo irlandese († 1904)
- 10 maggio - Icilio Pelizza, militare italiano († 1861)
- 13 maggio - Michele Basile, patriota e scrittore italiano († 1907)
- 14 maggio - Giustiniano Lebano, avvocato, patriota e esoterista italiano († 1910)
- 14 maggio - Rudolph Otto Sigismund Lipschitz, matematico tedesco († 1903)
- 15 maggio - Costantino Ressman, diplomatico, politico e antiquario italiano († 1899)
- 16 maggio - Philip Danforth Armour, imprenditore statunitense († 1901)
- 19 maggio - Domenico Zainy, ingegnere e politico italiano
- 26 maggio - Andrea Podestà, politico italiano († 1895)
- 27 maggio - Aleksandr Nikolaevič Aksakov, psicologo russo († 1903)
- 27 maggio - Jules Lachelier, filosofo francese († 1918)
- 27 maggio - Lizardo Montero, politico peruviano († 1905)
- 27 maggio - William Robert Ware, architetto e scrittore statunitense († 1915)
- 28 maggio - Enrico XIV di Reuss-Gera, nobile tedesco († 1913)
- 28 maggio - Pierre Lucciana, scrittore francese († 1909)
- 28 maggio - Andrew Myrick, mercante statunitense († 1862)
- 29 maggio - Johannes Baptist Katschthaler, cardinale e arcivescovo cattolico austriaco († 1914)
- 31 maggio - Aleksandr Aleksandrovič Polovcov, nobile e politico russo († 1909)
- 31 maggio - Marija Aleksandrovna Puškina, nobildonna russa († 1919)

## Giugno(25)
- 1º giugno - Henrietta Ward, pittrice inglese († 1924)
- 3 giugno - Charles Lecocq, compositore francese († 1918)
- 4 giugno - Edmund von Krieghammer, generale e politico austriaco († 1906)
- 10 giugno - Nikolaus August Otto, ingegnere tedesco († 1891)
- 10 giugno - Francesco Roncati, medico italiano († 1906)
- 11 giugno - Augustus Hill Garland, politico statunitense († 1899)
- 11 giugno - Carlos Holguín Mallarino, politico colombiano († 1894)
- 11 giugno - Jules Vallès, scrittore francese († 1885)
- 13 giugno - Nicolò Barabino, pittore e scenografo italiano († 1891)
- 15 giugno - Louise von Alten, nobildonna tedesca († 1911)
- 15 giugno - Stefano Galletti, scultore italiano († 1905)
- 16 giugno - Léon Bazile Perrault, pittore francese († 1908)
- 17 giugno - George Herman Babcock, inventore e imprenditore statunitense († 1893)
- 17 giugno - Charles Baron Clarke, botanico inglese († 1906)
- 17 giugno - William Crookes, chimico e fisico britannico († 1919)
- 17 giugno - Antonietta Klitsche de la Grange, scrittrice e giornalista italiana († 1912)
- 20 giugno - Benjamin Helm Bristow, politico, militare e magistrato statunitense († 1896)
- 21 giugno - Thomas Hanbury, filantropo britannico († 1907)
- 21 giugno - Louise Rayner, pittrice britannica († 1924)
- 23 giugno - Gustav Jäger, naturalista e igienista tedesco († 1917)
- 23 giugno - Giovanni Sbriglia, tenore italiano († 1916)
- 28 giugno - Juan León Mera, scrittore, politico e pittore ecuadoriano († 1894)
- 28 giugno - Luigi Palma di Cesnola, generale, diplomatico e archeologo italiano († 1904)
- 29 giugno - Rebecca Ar-Rayès, monaca cristiana e santa libanese († 1914)
- 30 giugno - Antonin Fritsch, paleontologo, biologo e geologo ceco († 1913)

## Luglio(29)
- 2 luglio - Carlo Maria Tallarigo, letterato e presbitero italiano († 1889)
- 5 luglio - Pavel Petrovič Čistjakov, pittore russo († 1919)
- 6 luglio - August Kluckhohn, storico tedesco († 1893)
- 6 luglio - Massimiliano I del Messico, imperatore austriaco († 1867)
- 7 luglio - Giuseppe De Nigris, pittore italiano († 1903)
- 7 luglio - Saverio Fava, diplomatico e politico italiano († 1913)
- 9 luglio - Constance Quéniaux, modella e ballerina francese († 1908)
- 9 luglio - Tomás Estrada Palma, politico cubano († 1908)
- 10 luglio - Alvan Graham Clark, astronomo statunitense († 1897)
- 10 luglio - Isaac Smith Kalloch, politico statunitense († 1887)
- 11 luglio - Charilaos Trikoupis, politico greco († 1896)
- 12 luglio - Henry Seebohm, ornitologo britannico († 1895)
- 14 luglio - Lucien Quélet, naturalista e micologo francese († 1899)
- 16 luglio - Ferdinando Acton, ammiraglio, nobile e politico italiano († 1891)
- 16 luglio - Mariano Baptista, politico boliviano († 1907)
- 16 luglio - Giovanni Battista Calò, pittore italiano († 1895)
- 16 luglio - Camille du Locle, librettista, impresario teatrale e regista teatrale francese († 1903)
- 17 luglio - Agostino Pennisi di Floristella, imprenditore e numismatico italiano († 1885)
- 18 luglio - Achille Pucci, avvocato e politico italiano († 1903)
- 20 luglio - Alexander Lyman Holley, ingegnere statunitense († 1882)
- 20 luglio - Ercole Magnaguti, politico italiana († 1892)
- 21 luglio - Christiano Junior, fotografo e giornalista portoghese († 1902)
- 22 luglio - Colin Archer, ingegnere navale norvegese († 1921)
- 23 luglio - Francesco Saverio Melissari, politico e imprenditore italiano († 1900)
- 24 luglio - Giovanni Jatta, poeta, archeologo e patriota italiano († 1895)
- 27 luglio - Giuseppe Imperatrice, avvocato, magistrato e politico italiano († 1904)
- 27 luglio - Đura Jakšić, scrittore e pittore serbo († 1878)
- 29 luglio - Frances Bowes-Lyon, nobildonna britannica († 1922)
- 30 luglio - William H. Wickham, politico statunitense († 1893)

## Agosto(27)
- 2 agosto - Francesco Corazzini, filologo, storico e patriota italiano
- 2 agosto - Carl Justi, storico dell'arte tedesco († 1912)
- 2 agosto - Henry Steel Olcott, agronomo, giornalista e avvocato statunitense († 1907)
- 2 agosto - Anton von Wolkenstein-Trostburg, diplomatico austro-ungarico († 1913)
- 3 agosto - Ivan Zajc, compositore e direttore d'orchestra croato († 1914)
- 4 agosto - François Massieu, ingegnere francese († 1896)
- 5 agosto - Vincenzo Acquaviva, pittore italiano († 1902)
- 7 agosto - Julius Epstein, pianista croato († 1926)
- 7 agosto - Max Lange, scacchista e compositore di scacchi tedesco († 1899)
- 8 agosto - Léon Gautier, storico della letteratura, paleografo e archivista francese († 1897)
- 8 agosto - Giorgio di Sassonia, re († 1904)
- 9 agosto - Amos Cassioli, pittore italiano († 1891)
- 9 agosto - Casimiro Favale, politico italiano († 1896)
- 10 agosto - Giulio Marvardi, pittore italiano († 1916)
- 11 agosto - Ernest de Sarzec, archeologo e diplomatico francese († 1901)
- 15 agosto - Xurşidbanu Natəvan, poetessa azera († 1897)
- 16 agosto - Wilhelm Wundt, psicologo, fisiologo e filosofo tedesco († 1920)
- 18 agosto - Leonardo La Russa, politico italiano († 1900)
- 18 agosto - Victor Meirelles, pittore brasiliano († 1903)
- 18 agosto - Eugène Rouché, matematico francese († 1910)
- 18 agosto - Johann Weitzer, imprenditore austriaco († 1902)
- 20 agosto - Raffaele Maturi, medico e letterato italiano († 1910)
- 26 agosto - Clementina Cazzola, attrice teatrale italiana († 1868)
- 26 agosto - Carlo Di Rudio, patriota e militare italiano († 1910)
- 27 agosto - Louisa Pyne, soprano e impresaria teatrale inglese († 1904)
- 31 agosto - Ermanno di Hohenlohe-Langenburg, principe tedesco († 1913)
- 31 agosto - Charles Wirgman, illustratore britannico († 1891)

## Settembre(39)
- 1º settembre - Yosef Hayyim, rabbino iracheno († 1909)
- 2 settembre - Giacomo Bellucci, vescovo cattolico italiano († 1917)
- 3 settembre - Athanase de Charette, militare francese († 1911)
- 4 settembre - Antonio Agliardi, cardinale e arcivescovo cattolico italiano († 1915)
- 4 settembre - Marcelo Azcárraga Palmero, generale e politico spagnolo († 1915)
- 5 settembre - Marie-Jean-Joseph Lataste, religioso francese († 1869)
- 5 settembre - Henry Van Brunt, architetto statunitense († 1903)
- 7 settembre - Emilio Castelar, scrittore e politico spagnolo († 1899)
- 11 settembre - Luigi de Crecchio, politico italiano († 1894)
- 14 settembre - Giuseppe Capponi, tenore italiano († 1889)
- 15 settembre - Cesare Campini, pittore italiano († 1883)
- 15 settembre - Pietro Scarpis, notaio e patriota italiano († 1900)
- 16 settembre - Paul Flatters, esploratore e militare francese († 1881)
- 16 settembre - Giuseppe Saredo, giurista e politico italiano († 1902)
- 17 settembre - Wendelin Boeheim, militare e storico austriaco († 1900)
- 17 settembre - Sergej Petrovič Botkin, medico russo († 1889)
- 17 settembre - Ottokar Lorenz, genealogista e storico tedesco († 1904)
- 17 settembre - Raffaele Pontremoli, pittore, incisore e militare italiano († 1906)
- 17 settembre - Karl Stoerk, medico austro-ungarico († 1899)
- 17 settembre - Miroslav Tyrš, patriota e storico dell'arte ceco († 1884)
- 18 settembre - Marie Léonide Charvin, attrice teatrale francese († 1891)
- 19 settembre - Pietro Siciliani, pedagogista, filosofo e medico italiano († 1885)
- 20 settembre - Johann Joseph Abert, compositore, direttore d'orchestra e contrabbassista tedesco († 1915)
- 20 settembre - Frederick Aiken, avvocato, giornalista e militare statunitense († 1878)
- 20 settembre - Nikolaj Pavlovič Grabbe, generale russo († 1896)
- 20 settembre - Nicola Guglielmo di Nassau, principe olandese († 1905)
- 21 settembre - Marco Boncompagni Ludovisi Ottoboni, politico italiano († 1909)
- 21 settembre - Louis Paul Cailletet, fisico e inventore francese († 1913)
- 22 settembre - Hermann Zabel, botanico tedesco († 1912)
- 24 settembre - Karl Lohmeyer, storico prussiano († 1909)
- 24 settembre - Costantino Perazzi, ingegnere e politico italiano († 1896)
- 25 settembre - Terenzio Grossi, brigante italiano († 1862)
- 25 settembre - William Le Baron Jenney, architetto statunitense († 1907)
- 26 settembre - Rebecca Solomon, pittrice, disegnatrice e illustratrice britannica († 1886)
- 26 settembre - Zsófia Torma, archeologa, antropologa e paleontologa ungherese († 1899)
- 28 settembre - Onorato Gaetani dell'Aquila d'Aragona, nobile e politico italiano († 1904)
- 29 settembre - Louis de Wecker, oculista francese († 1906)
- 29 settembre - Miguel Miramón, generale e politico messicano († 1867)
- 30 settembre - Frederick Roberts, I conte Roberts, generale britannico († 1914)

## Ottobre(33)
- 1º ottobre - Caroline Harrison, first lady statunitense († 1892)
- 2 ottobre - Julius Sachs, botanico tedesco († 1897)
- 2 ottobre - Edward Burnett Tylor, antropologo britannico († 1917)
- 3 ottobre - Pietro Avanzini, presbitero italiano († 1874)
- 3 ottobre - Lina Sandell, poetessa e traduttrice svedese († 1903)
- 4 ottobre - Giovanni Maria Damiani, militare e patriota italiano († 1908)
- 5 ottobre - Alessandro Legnazzi, giornalista e politico italiano († 1904)
- 6 ottobre - August Eisenlohr, egittologo tedesco († 1902)
- 7 ottobre - William Thomas Blanford, geologo e naturalista inglese († 1905)
- 8 ottobre - Antonio Franco, brigante italiano († 1865)
- 8 ottobre - Robert Hartmann, naturalista, anatomista e etnografo tedesco († 1893)
- 9 ottobre - Leonardo Tommasi, magistrato e politico italiano († 1905)
- 11 ottobre - Giuseppe Resti Ferrari, magistrato e politico italiano († 1908)
- 13 ottobre - Andrej Andreevič Popov, pittore russo († 1896)
- 15 ottobre - Friedrich Tietjen, astronomo tedesco († 1895)
- 19 ottobre - Allen Bathurst, VI conte Bathurst, nobile e politico britannico († 1892)
- 19 ottobre - Vincenzo Di Giovanni, filologo, arcivescovo cattolico e filosofo italiano († 1903)
- 19 ottobre - Giovanni Battista Maccari, poeta italiano († 1868)
- 19 ottobre - Moritz Manfroni von Manfort, ammiraglio austriaco († 1889)
- 20 ottobre - Constantin Lipsius, architetto tedesco († 1894)
- 20 ottobre - Sebastiano Rivolta, veterinario e batteriologo italiano († 1893)
- 21 ottobre - Francesco Buonamici, giurista e politico italiano († 1921)
- 22 ottobre - Matias de Carvalho y Vasconcelos, scrittore portoghese († 1910)
- 22 ottobre - Leopold Damrosch, compositore, direttore d'orchestra e violinista tedesco († 1885)
- 22 ottobre - Robert Eitner, musicologo tedesco († 1905)
- 23 ottobre - William Hulbert, dirigente sportivo statunitense († 1882)
- 23 ottobre - Riccardo Secondi, politico e oculista italiano († 1903)
- 25 ottobre - Michail Nikolaevič Romanov, nobile russo († 1909)
- 28 ottobre - Caroline Hammer, fotografa danese († 1915)
- 29 ottobre - Narcisa di Gesù Martillo y Morán, religiosa ecuadoriana († 1869)
- 30 ottobre - Karl von Stremayr, politico, giurista e nobile austriaco († 1904)
- 31 ottobre - Giulia Centurelli, poetessa, pittrice e patriota italiana († 1872)
- 31 ottobre - Mary Ann Cotton, serial killer britannica († 1873)

## Novembre(41)
- 1º novembre - Mario Chigi Albani della Rovere, VII principe di Farnese, principe e militare italiano († 1914)
- 1º novembre - Gyula Szapáry, politico ungherese († 1905)
- 2 novembre - John Edward McCullough, attore teatrale irlandese († 1885)
- 3 novembre - Alceo Massarucci, politico italiano († 1923)
- 5 novembre - William W. Averell, generale statunitense († 1900)
- 5 novembre - Henry Montagu Douglas Scott, I barone Montagu di Beaulieu, politico scozzese († 1905)
- 5 novembre - Nicola Marselli, storico e politico italiano († 1899)
- 5 novembre - Pietro Porta, presbitero e botanico italiano († 1923)
- 7 novembre - Giovanni Tortoli, linguista e filologo italiano († 1914)
- 7 novembre - Andrew Dickson White, diplomatico e storico statunitense († 1918)
- 9 novembre - Malachia De Cristoforis, patriota, medico e politico italiano († 1915)
- 9 novembre - Émile Gaboriau, scrittore francese († 1873)
- 9 novembre - Placido Gabrielli, banchiere e politico italiano († 1911)
- 11 novembre - Paolo Giorza, compositore italiano († 1914)
- 11 novembre - Paul Goethals, missionario e arcivescovo cattolico belga († 1901)
- 12 novembre - Giambattista Intra, letterato italiano († 1907)
- 12 novembre - Enrico Narducci, bibliografo e bibliotecario italiano († 1893)
- 12 novembre - Georges Perrot, archeologo e grecista francese († 1914)
- 13 novembre - Elisabetta del Liechtenstein, principessa austriaca († 1894)
- 13 novembre - Eugenio Montero Ríos, politico spagnolo († 1914)
- 15 novembre - Hermann Ottomar Herzog, pittore tedesco († 1932)
- 15 novembre - Guglielmo Jervis, geologo e ingegnere inglese († 1906)
- 16 novembre - Paul Cérésole, politico svizzero († 1905)
- 16 novembre - Ildebrando Scipiotti, patriota e militare italiano († 1891)
- 18 novembre - Heinrich Gerber, ingegnere tedesco († 1912)
- 18 novembre - Adolf Erik Nordenskiöld, esploratore svedese († 1901)
- 19 novembre - Gustav Teichmüller, filosofo tedesco († 1888)
- 20 novembre - José María Cázares y Martínez, arcivescovo cattolico messicano († 1909)
- 23 novembre - Pilade Bronzetti, patriota italiano († 1860)
- 24 novembre - Lorenz Ritter, pittore e incisore tedesco († 1921)
- 24 novembre - Henry Woodward, geologo e paleontologo britannico († 1921)
- 26 novembre - Angelo Diligenti, attore teatrale italiano († 1895)
- 26 novembre - Mary Edwards Walker, medico e attivista statunitense († 1919)
- 26 novembre - Rudolph Koenig, fisico tedesco († 1901)
- 27 novembre - Romeo Turola, patriota e militare italiano († 1876)
- 28 novembre - Francesco Brescia Morra, prefetto, giornalista e politico italiano († 1910)
- 28 novembre - Leslie Stephen, critico letterario, filosofo e alpinista britannico († 1904)
- 29 novembre - Louisa May Alcott, scrittrice statunitense († 1888)
- 29 novembre - Charlotte Bournonville, mezzosoprano danese († 1911)
- 29 novembre - Antonio Palermo, avvocato, poeta e politico italiano († 1905)
- 30 novembre - Girolamo Mancini, storico e politico italiano († 1924)

## Dicembre(29)
- 1º dicembre - Vasilij Pukirev, pittore russo († 1890)
- 5 dicembre - Ernst Oppert, tedesco († 1903)
- 5 dicembre - Stefano Tempia, compositore, violinista e direttore di coro italiano († 1878)
- 5 dicembre - Fortunato Vinelli, vescovo cattolico italiano († 1910)
- 5 dicembre - Charles Yriarte, scrittore e disegnatore francese († 1898)
- 8 dicembre - Bjørnstjerne Bjørnson, poeta, drammaturgo e scrittore norvegese († 1910)
- 8 dicembre - Giacinto Maria Cormier, religioso francese († 1916)
- 8 dicembre - George Alfred Henty, scrittore britannico († 1902)
- 12 dicembre - Albert Benjamin Prescott, chimico statunitense († 1905)
- 12 dicembre - Peter Ludwig Mejdell Sylow, matematico norvegese († 1918)
- 13 dicembre - Domenico Maria Valensise, teologo e arcivescovo cattolico italiano († 1916)
- 15 dicembre - Gustave Eiffel, ingegnere e imprenditore francese († 1923)
- 15 dicembre - Pietro Zamburlini, arcivescovo cattolico italiano († 1909)
- 16 dicembre - Wilhelm Julius Foerster, astronomo tedesco († 1921)
- 16 dicembre - Tomás Guardia Gutiérrez, militare e politico costaricano († 1882)
- 17 dicembre - Laura Williamina Seymour, nobile britannica († 1912)
- 19 dicembre - Izabella Elżbieta Czartoryska, nobildonna e pittrice polacca († 1899)
- 19 dicembre - John Kirk, esploratore, medico e naturalista britannico († 1922)
- 20 dicembre - Giovanni Canna, filologo classico, umanista e poeta italiano († 1915)
- 22 dicembre - Edward Hatch, generale statunitense († 1889)
- 22 dicembre - Elijah Myers, architetto statunitense († 1909)
- 24 dicembre - Tommaso Marani, patriota italiano († 1880)
- 24 dicembre - Francesco Netti, pittore e letterato italiano († 1894)
- 27 dicembre - Ignazio Lampiasi, patriota, medico e politico italiano († 1906)
- 27 dicembre - Pavel Michajlovič Tret'jakov, collezionista d'arte, imprenditore e gallerista russo († 1898)
- 28 dicembre - Willem Frederik Reinier Suringar, botanico olandese († 1898)
- 29 dicembre - Gustav Kálnoky, diplomatico austro-ungarico († 1898)
- 31 dicembre - Junqueira Freire, poeta brasiliano († 1855)
- 31 dicembre - Georg Friedrich Wilhelm Rümker, astronomo tedesco († 1900)

## Senza giorno specificato(41)
- Leopoldo Alinari, editore italiano († 1865)
- François Allain-Targé, politico francese († 1902)
- Julián Arcas, chitarrista e compositore spagnolo († 1882)
- William Ascroft, illustratore britannico († 1914)
- Carlo Carli, politico italiano († 1911)
- Claudia Casoretti, scrittrice e traduttrice italiana († 1882)
- Cenani Mehmed Kadri Pascià, politico ottomano († 1884)
- Giuseppe Ciampi, basso italiano († 1892)
- Alfred Darjou, pittore e disegnatore francese († 1874)
- Teresa De Gubernatis, pedagogista italiana († 1893)
- Giuseppe Frattallone, scultore italiano († 1874)
- Giovanni Frollo, glottologo italiano († 1899)
- Richard Heighway, illustratore britannico († 1917)
- Bozcaadalı Hasan Hüsnü Pascià, ammiraglio ottomano († 1903)
- Konstantinos Konstantopoulos, politico greco († 1910)
- Looking Glass, nativo americano († 1877)
- Nikiphoros Lytras, pittore greco († 1904)
- Adolfo Matarelli, disegnatore e litografo italiano († 1887)
- Thomas Mayne, politico irlandese († 1915)
- Alessandro Monteneri, intarsiatore e restauratore italiano († 1920)
- Hippolyte Moreau, scultore francese († 1927)
- Kalb Ali Khan Bahadur, principe indiano († 1887)
- William Mumler, fotografo statunitense († 1884)
- Emilio Nazzani, economista italiano († 1904)
- Gaetano Negri, contrabbassista e docente italiano
- Edward Newton, funzionario e ornitologo britannico († 1897)
- Ahmad Shah Tajuddin Mukarram di Kedah, sovrano malese († 1879)
- Domenico Palazzotto senior, medico italiano († 1894)
- Neofito VIII di Costantinopoli, arcivescovo ortodosso greco († 1909)
- Osman Nuri Pascià, generale turco († 1900)
- Aleksandr Prussak, medico russo († 1897)
- Giuseppe Ravegnani, pittore, decoratore e scenografo italiano († 1918)
- Paolo Rotta, presbitero e storico italiano († 1911)
- Karl Gustav Sanio, botanico prussiano († 1891)
- Tanaka Shinbei, samurai giapponese († 1863)
- Pasquale Valerio, medico italiano († 1872)
- Augusto Volpini, pittore italiano
- Walter Weldon, chimico e giornalista inglese († 1885)
- Nikolaj Sergeevič Zverev, pianista e insegnante russo († 1893)
- Turki bin Sa'id, sovrano omanita († 1888)
- Antonio Alfieri d'Evandro, militare e politico italiano († 1865)